# Olivetská hora
Olivetskà hora är ett berg i Tjeckien.   Det ligger i regionen Liberec, i den norra delen av landet, 100 km nordost om huvudstaden Prag. Toppen på Olivetskà hora är 886 meter över havet, eller 75 meter över den omgivande terrängen. Bredden vid basen är 3,7 km.
Terrängen runt Olivetskà hora är huvudsakligen kuperad.Runt Olivetskà hora är det mycket tätbefolkat, med 1 135 invånare per kvadratkilometer. Närmaste större samhälle är Liberec, 10,0 km sydväst om Olivetskà hora. I omgivningarna runt Olivetskà hora växer i huvudsak blandskog.